# Aubarède
Aubarède é uma comuna francesa na região administrativa de Occitânia, no departamento dos Altos Pirenéus. Estende-se por uma área de 4,85 km², Em 2010 a comuna tinha 301 habitantes (densidade: 62,1 hab./km²)..